# Bad Hersfeld
Bad Hersfeld je historické město ve středním Německu, asi 50 km jižně od Kasselu a asi 100 km západně od Erfurtu. Leží na řece Fuldě a je známo hlavně svými letními festivaly divadla a muzikálu, které se konají ve zříceninách románského kostela a kláštera a na zámku Eichhof jižně od města.

## Historie
Místo bylo osídleno už v neolitu, roku 736 se zde usadil poustevník Sturmius a 769 jiný žák sv. Bonifáce, Mohučský arcibiskup Lullius založil klášter. Roku 1170 získalo město městská práva a klášter byl na vrcholu svého významu. Koncem 14. století připadlo město hesenskému lankraběti a 1439 je silně poničil požár. Nejstarší zachovaný hrázděný dům (Küsterhaus) je z roku 1452. Za opata Ludvíka, v letech 1571–1588 zažilo město ještě rozkvět, kdy byl klášter i blízký zámek Eichhof přestavěn v renesančním slohu. Poslední opat zemřel roku 1603, opatství zaniklo a za sedmileté války 1761 kostel i klášter vypálili Francouzi. Roku 1866 byl Hersfeld připojen na železnici, ve městě vznikl strojírenský a textilní průmysl a roku 1945 se město vzdalo spojencům, takže nebylo poškozeno.

## Pamětihodnosti
- Hlavní památkou jsou mohutné zříceniny románského kostela a kláštera. Trojlodní kostel byl 102 m dlouhý, měl dvě věže a byl vysvěcen roku 1177. Zachovalo se celé zdivo hlavní i příční lodi a chóru, jedna věž a zvonice, kde visí nejstarší zachovaný zvon v Německu s latinským nápisem z roku 1038. Krypta pod chórem je z roku 1040. Z kláštera se zachovalo jen jedno křídlo, v renesanci přestavěné, kde je muzeum.
- Gotický městský kostel, trojlodní hala s věží ze 14. století
- Radnice z roku 1371, renesančně přestavěná v letech 1607–1612
- Mnoho patricijských hrázděných domů na náměstí a v celé pěší zóně
- Zbytky hradeb s několika věžemi
- Lázeňský park.

## Osoby spojené s městem
- Konrad Duden (1829–1911), v letech 1876 až 1905 ředitel zdejší školy
- Konrad Zuse (1910–1995), vynálezce a počítačový průkopník, přesunul svoji firmu roku 1957 do Bad Hersfeldu.

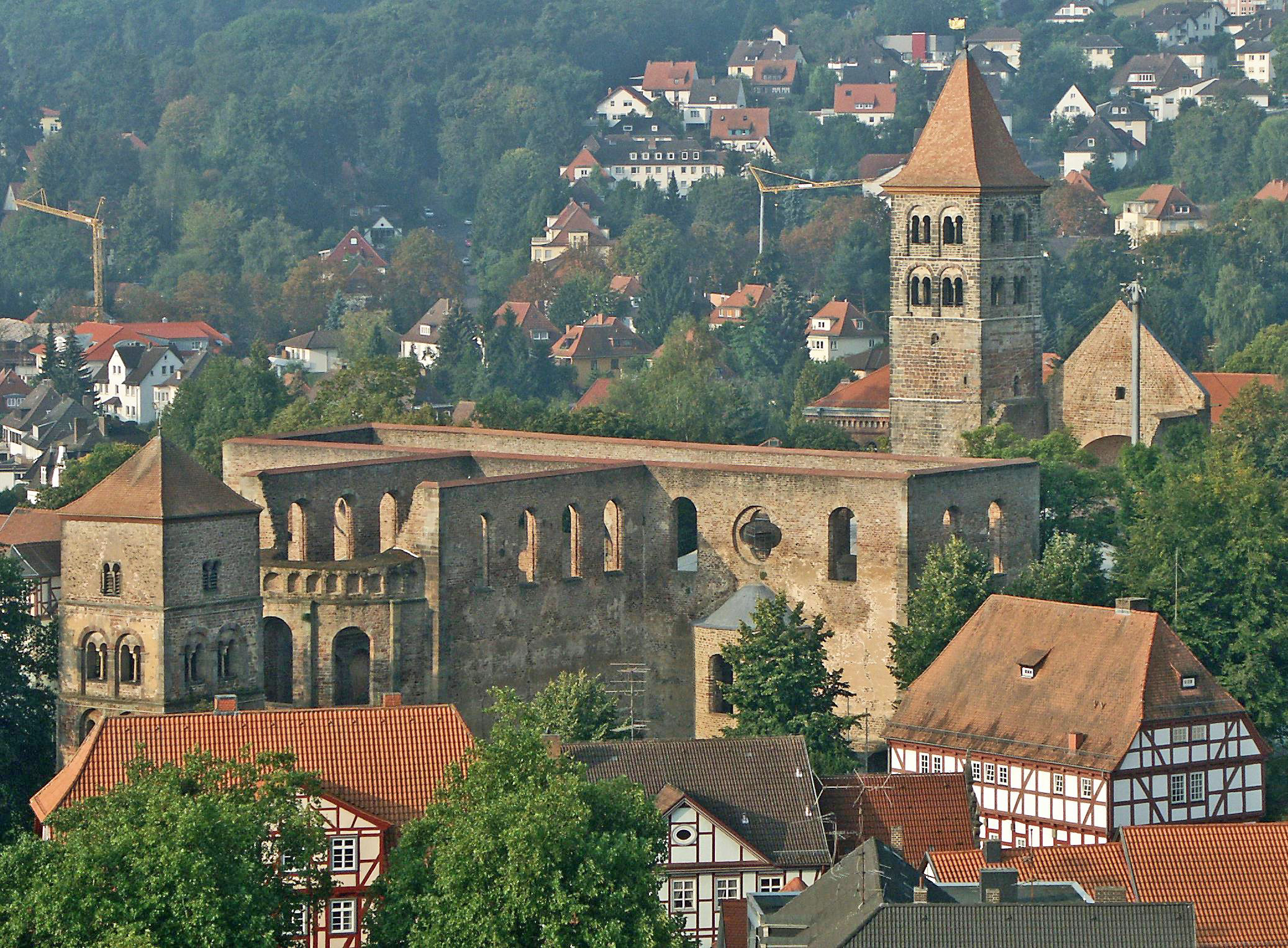
Zříceniny kostela a kláštera
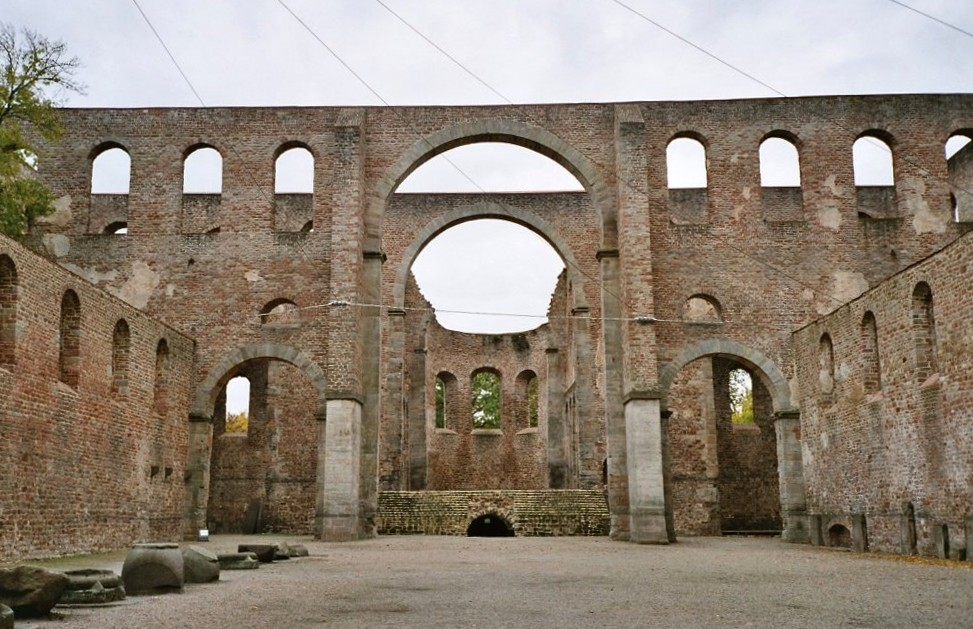
Vnitřek kostela
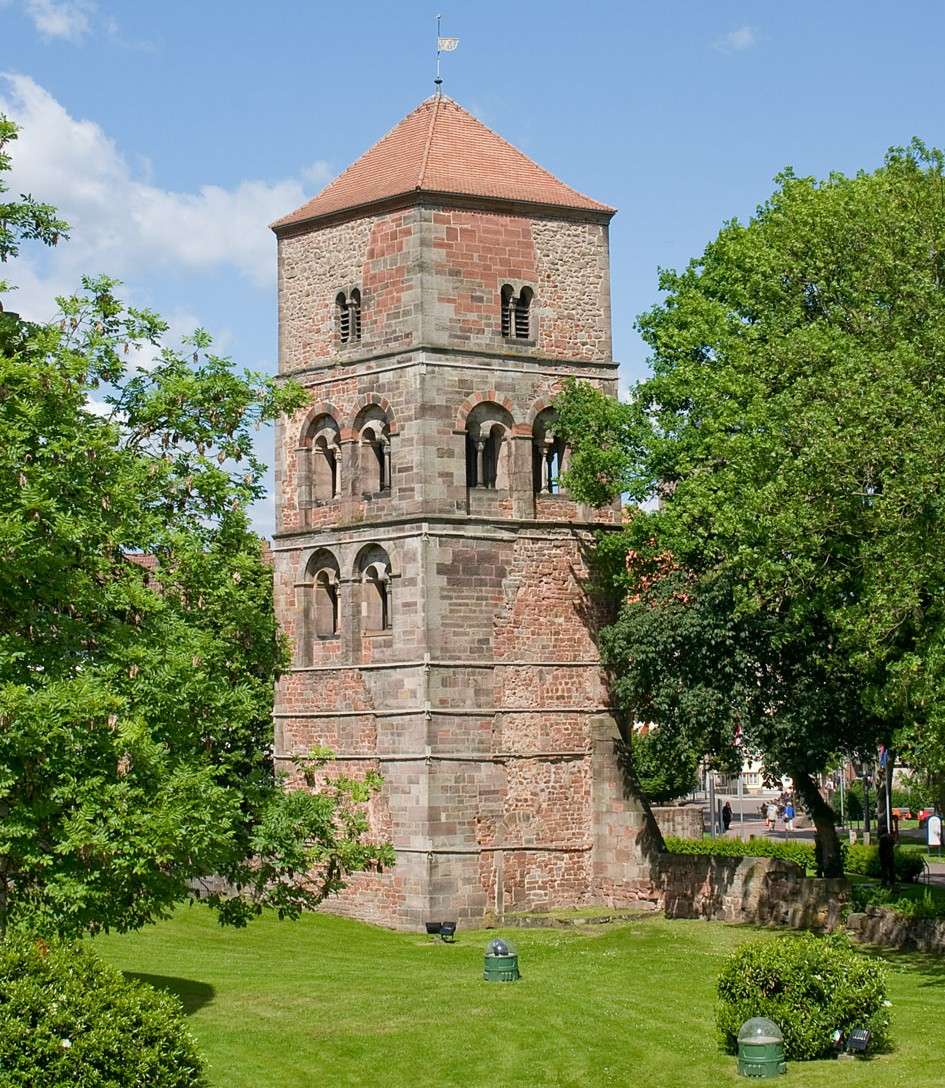
Zvonice
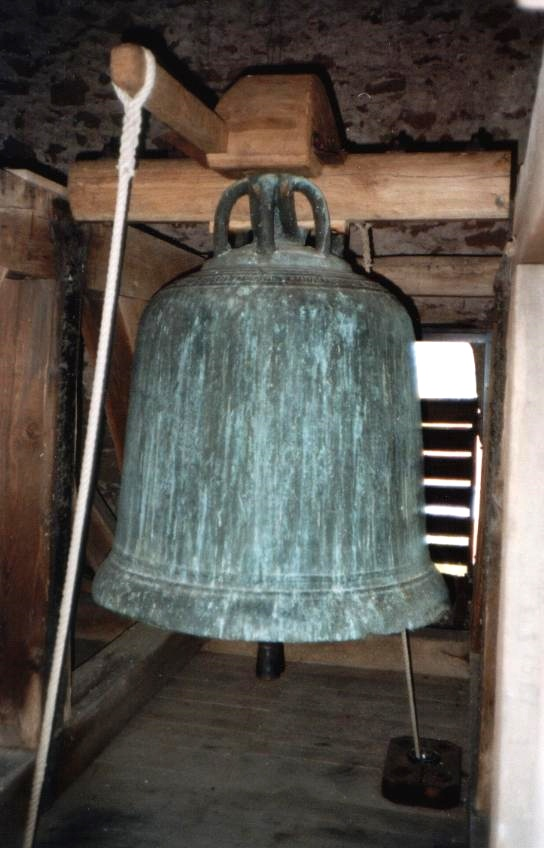
Zvon z roku 1038
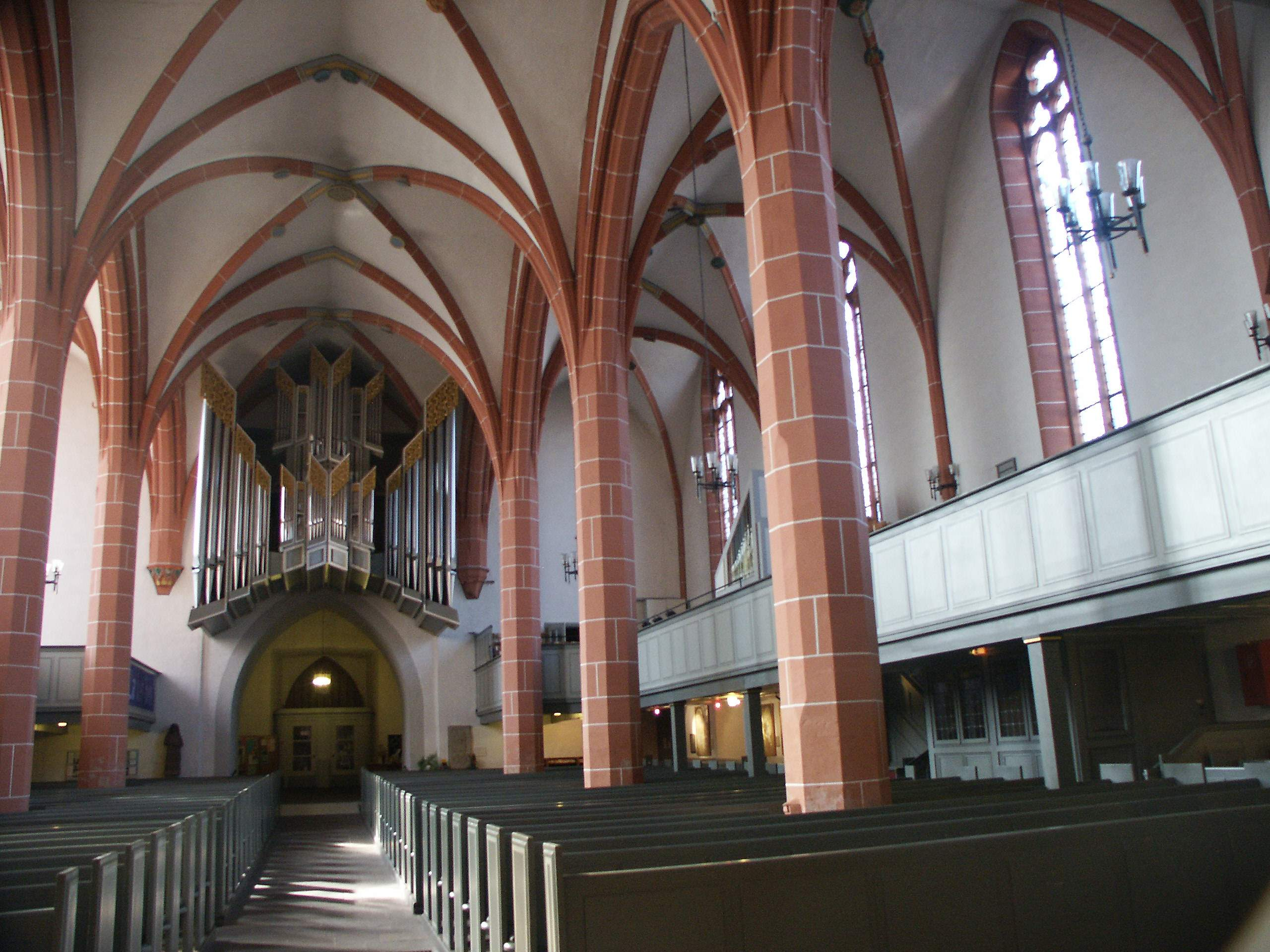
Městský kostel, vnitřek